# Divize (námořnictvo)
Divize je u námořnictva označením pro část floty, eskadry či flotily. U jednotlivých loďstev může „divize“ označovat formaci různých velikostí a složení (i v rámci jednoho loďstva).

## Americké námořnictvo

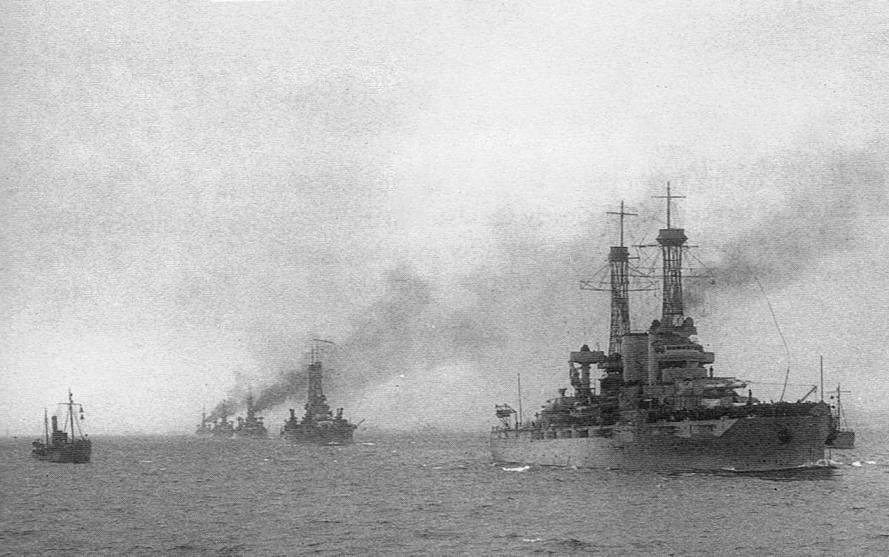
Plavidla americké 9. divize bitevních lodí, která za první světové války působila jako součást britské Grand Fleet.

US Navy jako divizi (division) v době první a druhé světové války označovalo uskupení zpravidla čtyř plavidel shodného určení.
Divize byly číslovány a označovány zkratkami podle druhu lodí z nichž se skládaly, například „DesDiv 4“ bylo označením pro 4. divizi torpédoborců (plným názvem anglicky Destroyer Division 4) a „BatDiv 1“ pro 1. divizi bitevních lodí (plným názvem anglicky Battleship Division 1).
Dvě divize, někdy doplněné vlajkovou lodí, pak tvoří eskadru (squadron).
V průběhu druhé světové války začaly být divize a eskadry v taktické roli nahrazovány pružnějšími „operačními“ či „úkolovými“ skupinami (Task Group) a svazy (Task Force), skládajícími se z plavidel různých typů určených pro danou operaci, ale divize v původní podobě si i nadále zachovala administrativní a výcvikovou roli.
V americkém námořním letectvu pak termín division označoval letky jednotlivých perutí (squadron).

## Royal Navy
Britské námořnictvo Royal Navy označovalo skupinu těžších lodí (počínaje křižníky) jako eskadru (squadron), zatímco seskupení menších válečných plavidel, do velikosti torpédoborců, byla nazývána flotilami (flotilla). Oba typy formací měly proměnlivé početní stavy a mohly se skládat ze čtyř, někdy i jen dvou či tří plavidel, zejména v případě eskadry bitevních lodí. Naopak flotila torpédoborců se mohla skládat až z osmi jednotek. Eskadry a flotily se mohly dělit na dvě divize, a v případě formací složených z většího počtu lodí mohly být tyto dále děleny na subdivize (subdivision).
Fleet Air Arm jako division označuje taktickou skupinu čtyř letadel (roj), její perutě (squadron) se jinak po organizační stránce dělí na letky (flight).
Jako division byla u plavidel Royal Navy s početnější posádkou označována i část hlídky (watch) pod vedením Midshipmana (námořního kadeta či služebně mladšího důstojníka) a nástup posádky, většinou spojený s její přehlídkou velitelem plavidla, je stále označován jako divisions.